# Robert III. von Virneburg
Robert III. von Virneburg (auch Ruprecht; * 13. Jahrhundert; † 1352) war von 1308 bis 1352 Graf von Virneburg und von 1318 bis 1331 Marschall von Westfalen.

## Familie
Er war Sohn von Robert II. von Virneburg und der Kunigunde von Neuenahr. Ein Onkel war Erzbischof Heinrich II. von Köln und er war Bruder von Heinrich III. von Mainz. Er selbst heiratete in erster Ehe Ida von Heppendorf (die in erster Ehe mit Ruter I. Raitz von Frentz verheiratet gewesen war) und in zweiter Ehe Agnes von Westerburg. Aus den Ehen gingen zahlreiche Kinder hervor. Der Erbe Heinrich starb schon 1335. Der jüngere Bruder Gerhard wurde eigentlicher Nachfolger. Unter den Söhnen war eine Reihe von Geistlichen. Darunter war auch Johann von Virneburg (Bischof von Münster später von Utrecht).

## Leben
Nachdem er die Nachfolge seines Vaters angetreten hatte, orientierte Robert III. sich an der Politik seines Onkels. Wie dieser unterstützte er den Habsburger Friedrich den Schönen bei der bevorstehenden Wahl zum römisch-deutschen König. Herzog Leopold von Österreich versicherte sich der Unterstützung des Virneburgers mit beträchtlichen Geldzahlungen. Außerdem sollte seine Schwester mit einem Bruder des Herzogs verheiratet werden. Robert unterstützte auch die Bemühungen, weitere Anhänger des Habsburgers für die Wahl zu gewinnen. Er nahm auch an den Krönungsfeierlichkeiten teil. Friedrich konnte sich nicht gegen Ludwig den Bayern durchsetzen. Als dieser 1317 einen Landfrieden für das Rheinland verkündete, trat Erzbischof Heinrich dem bei. 
In Westfalen, wo Robert seit 1318 Marschall von Westfalen war, hatte die zwiespältige Königswahl Konflikte ausgelöst. Nur Erzbischof Heinrich und die Grafen von der Mark hatten auf Friedrichs Seite gestanden. Auch der Graf von der Mark ging zur Gegenpartei über. Heinrich und Graf Robert standen allein und hatten gegen die Gegner zu kämpfen. Graf Robert hatte Auseinandersetzungen mit Graf Wilhelm von Arnsberg um die Stadt Neheim. Er hat offenbar erhebliche Verwüstungen in Westfalen angerichtet, da der Propst des Stiftes Meschede Walram von Arnsberg Schadensersatz verlangte. In Westfalen kam es 1319 zu einer Einigung und einem Friedensvertrag. Heinrich von Virneburg hatte inzwischen den Landfrieden im Rheinland aufgekündigt und unter anderem die Reichsstadt Köln bedrängt. Von Kurtrier, dem Herzogtum Jülich und der Stadt Köln wurde er 1320 gezwungen, den Landfrieden wieder aufzurichten. Robert III. und die gesamte Familie traten ihm bei. Bald kam es dennoch zum Konflikt mit dem Herzogtum Jülich. Er verbündete sich als Marschall von Westfalen 1322 mit Bischof Ludwig von Münster zum Schutz der Rechte und Besitzungen der Kölnischen und Münsterschen Kirche. Allerdings wurden zahlreiche Fürsten genannt, bei denen der Bündnisfall nicht eintrat. Dieses Bündnis wurde auch von den Nachfolgern bis in die Zeit der Soester Fehde hinein erneuert.
Gegen die Virneburger standen auf Seiten Jülichs schließlich König Johann von Böhmen, Graf Wilhelm von Holland, Adolf von Berg und Engelbert von der Mark. Robert von Virneburg und der Erzbischof befanden sich mit ihren Truppen in Soest als 1324 die Verbündeten die Burg Volmarstein belagerten, eroberten und zerstörten. Erst 1325 beziehungsweise 1327 kam es zu einer Einigung. Im Jahr 1326 haben Erzbischof Heinrich, Marschall Robert sowie die Burgmannen verschiedener (kölnischer) Burgen in Westfalen und einer Reihe von Städte, darunter Soest, Brilon und Dortmund, einen Landfrieden abgeschlossen.
Im Jahr 1326 war Robert einer der Gesandten im Auftrag von Herzog Albrecht von Habsburg, die in Rom zu Gunsten von Friedrich dem Schönen intervenieren sollten. Der Erzbischof übertrug Robert 1331 die Aufsicht über die öffentlichen Straßen in seinem westfälischen Herrschaftsbereich und mahnte ihn, für die Sicherheit zu sorgen.
Im Jahr 1327 war er Vermittler, als sich die Stadt Boppard dem Erzbistum Trier unterwarf. Als sein Bruder Heinrich sich um die Erzbischofswürde in Mainz bemühte, kam es zum offenen Konflikt mit dem Trierer Erzbischof Balduin von Luxemburg. Papst Johannes XXII. erkannte Heinrich an und behandelte Robert mit großem Wohlwollen. Er sah in den Virneburger offenbar Verbündete in seinem Streit mit Ludwig dem Bayern. Allerdings wurde Balduin durch das Mainzer Domkapitel zum Erzbischof gewählt. Da Heinrich nicht verzichten wollten, kam es zum Streit, bis Balduin 1336 verzichtete. Papst Benedikt XII. plante, Erzbischof Heinrich von Mainz nach Passau zu versetzen. Graf Robert reiste 1334 selbst nach Rom, um für seinen Bruder zu intervenieren. Im Jahr 1336 musste er die Burg Virneburg vorübergehend an Balduin von Luxemburg veräußern. Nachdem Bischof Heinrich von Virneburg sich mit König Ludwig ausgesöhnt hatte, näherte sich auch Robert dem König an. Dieser erwies ihm seine Gunst und gewährte ihm zum Abbau der Schulden die Einkünfte aus den Zöllen in Koblenz und Lahnstein. Roberts Schulden waren beträchtlich und er musste Güter verkaufen. Er gab sich nun als enger Verbündeter von Erzbischof Balduin, geriet aber bald wieder in Streit um bestimmter Rechte. Eine Einigung erfolgte 1348.